# Laurence Katrian
Laurence Katrian est une réalisatrice française née à Paris.

## Filmographie

### Au cinéma

#### Courts métrages
- 1993 : Le ruban de Mobius
- 1995 : Un monde cruel
- 1996 : Ultima Hora

#### Films
- 2009 La Traversée du désir (apparition en tant qu'elle-même)

### À la télévision

#### Séries télévisées
- 1997 : Joséphine, ange gardien
- 1999 : Manatea, les perles du Pacifique
- 2000 : Duelles
- 2001 : Des parents pas comme les autres
- 2005 : RIS police scientifique
- 2008 : La Loi selon Bartoli
- 2009 : Les Toqués
- 2019 : Prière d'enquêter

#### Téléfilms
- 2002 : Les Frangines
- 2003 : Vacances mortelles
- 2003 : Mon voisin du dessus, Trophée de la fiction TV au trophées du Film français 2004
- 2004 : À la poursuite de l'amour
- 2004 : À trois c'est mieux
- 2006 : L'Homme de ta vie
- 2006 : Hubert et le Chien
- 2006 : Petits Secrets et Gros Mensonges
- 2007 : A.D. La guerre de l'ombre, Grand Prix de la Mini-série au festival du film de télévision de Luchon 2008
- 2009 : L'Évasion
- 2012 : On se quitte plus
- 2015 : Meurtres à Strasbourg
- 2017 : Peur sur la base
- 2018 : Meurtres à Lille
- 2019 : Puzzle
- 2023 : Les enragés d’Arbois
- 2024 : Meurtres au Puy-en-Velay

## Récompenses
- 2008 : Grand-prix de la mini-série du Festival international du film de Luchon